# ريجينا كاسيه
ريجينا كاسيه (بالبرتغالية: Regina Casé‏) هي مقدمة تلفزيونية وممثلة برازيلية، ولدت في 25 فبراير 1954 في البرازيل.

## وصلات خارجية
- ريجينا كاسيه على موقع IMDb (الإنجليزية)
- ريجينا كاسيه على موقع ألو سيني (الفرنسية)
- ريجينا كاسيه على موقع أول موفي (الإنجليزية)
- ريجينا كاسيه على موقع قاعدة بيانات الأفلام السويدية (السويدية)
- ريجينا كاسيه على موقع قاعدة بيانات الفيلم (الإنجليزية)
- ريجينا كاسيه على موقع كينوبويسك (الروسية)